# Дебальцевська дирекція залізничних перевезень

Дебальцевська дирекція залізничних перевезень (ДН-5) — одна з чотирьох дирекцій Донецької залізниці ПАТ «УЗ». Обслуговує залізниці, які розташовані в межах Донецької та Луганської областей.
Управління знаходиться в м. Дебальцеве Донецької області за адресою: вул. Леніна, 12
Вузлові станції дирекції: Дебальцеве, Вуглегірськ, Чорнухине, Штерівка, Щотове, Довжанська, Красна Могила, Торез та ін. До її складу входять депо: ТЧ-10 Дебальцеве-Сорт., ТЧ-12 Дронове, ТЧ-14 Дебальцеве-Пасс., ЛВЧД-4 Дебальцеве, КМС-9 Дебальцеве та ін. Дебальцевська дирекція межує з Лиманською (по ст. Вуглегірськ, Торез) та Луганською (по ст. Депрерадівка, Ім. Крючкова, Довжанська) дирекціями Донецької залізниці, а також з Північно-Кавказькою залізницею (по ст. Красна Могила) Росії.
Основні завдання:
- Забезпечення оперативного планування експлуатаційної роботи на станціях, розташованих у межах обслуговування дирекції
- Проведення моніторингу виконання планів навантажень, маркетингові дослідження, аналіз обсягу перевезень, вивчення ринку транспортних послуг і можливість переключення вантажопотоків з інших видів транспорту на залізничний транспорт
- Здійснення оперативного керування руху поїздів на ділянках, що розташовані в межах дирекції. Забезпечення контролю і відшкодування збитків від не схоронності перевезень, виконання заходів щодо не допущення утрати вантажу при перевезеннях
- Виконання, відповідно до обсягів, затвердженими залізницею, планування перевезень, визначення обсягів перевезень вантажів для структурних підрозділів дирекції, доведення їм норм забезпечення рухомим складом
- Виконання згідне з галузевими завданнями, плану перевезень вантажу і пасажирів
- Забезпечення реалізації державної політики з питань кадрової роботи, ефективного функціонування галузевої системи керування кадрами, організація системи обліку кадрів і аналіз їхнього впливу, зміцнення трудової дисципліни
- Охорона навколишнього середовища від забруднення і шкідливих впливів.

Основні послуги:
- Забезпечення безпеки руху поїздів
- Своєчасне і якісне виконання перевезень пасажирів, вантажу, багажу і пошти
- Розвиток і розширення сфери транспортних послуг споживачам без обмежень по визначенню форм власності і виду діяльності
- Збереження у належному стані споруд, пристроїв і технічних пристосувань, що забезпечують необхідний обсяг перевезень пасажирів і вантажу
- Забезпечення готовності аварійно — технічних підрозділів до дій в умовах надзвичайних обставин та аварійних ситуацій, організація робіт з ліквідації наслідків.